# Jimmy Paredes
Jimmy Santiago Paredes Terrero (Haina, Santo Domingo Oeste, Provincia de Santo Domingo, República Dominicana) es un jugador profesional de béisbol dominicano radicado en Estados Unidos, Japón, Corea del Sur y República Dominicana. Actualmente participa en la Liga de Béisbol Profesional de la República Dominicana (LIDOM), integrando el plantel de los Leones del Escogido. Durante su carrera deportiva ha participado en diversos equipos, tales como los Philadelphia Phillies, los Chiba Lotte Marines y los Osos Doosan.

## Carrera

### Ligas menores
Paredes fue firmado como amateur por los Yanquis de Nueva York. Hizo su debut profesional en 2007 con Dominican Summer Yankees 1. Llegó a Estados Unidos para la temporada 2008 y jugó con los Gulf Coast League Yankees. Jugó en 2009 con Staten Island Yankees, donde fue un All-Star, bateando .302  con 23 bases robadas en 54 juegos. Comenzó el 2010 en Clase-A con Charleston RiverDogs, pero fue cambiado junto a Mark Melancon a los Astros por Lance Berkman. Fue asignado a Clase-A con Lexington Legends. Después de la temporada, los Astros añadieron a Paredes al roster de 40 jugadores para protegerlo de la Regla 5.
Firmó por un año, $414,000 dólares antes de que comenzar la temporada. Comenzó 2011 en Doble-A con Corpus Christi Hooks, donde fue un All-Star, compartiendo tiempo en segunda y tercera, bateando .271 con 29 bases robadas y 41 carreras impulsadas.

### Grandes Ligas
El 1 de agosto de 2011, Paredes fue convocado para jugar en la tercera base, en sustitución de Chris Johnson. En su primera vez al bate en Grandes Ligas, Paredes conectó un triple de dos carreras, convirtiéndose en el primer jugador en la historia de la franquicia en dar un triples en su primera aparición al plato en Grandes Ligas. Los Filis de Filadelfia,  adquirieron el 1 de junio del 2016 al jugador de utilidad dominicano Jimmy Paredes desde los Azulejos de Toronto,  a cambio de dinero en efectivo.